# دفان الجبل (يريم)

تعديل مصدري - تعديل

دفان الجبل هي إحدى قرى عزلة ارياب بمديرية يريم التابعة لمحافظة إب، بلغ تعداد سكانها 237 نسمة حسب تعداد اليمن لعام 2004.